# Słownik wybranych nazw i wyrażeń kurpiowskich
Słownik wybranych nazw i wyrażeń kurpiowskich – słownik dialektu kurpiowskiego, wydany na zlecenie Związku Kurpiów.
Słownik został wydany w jednym tomie, w nakładzie 1000 egzemplarzy, ISBN 978-83-930139-5-1.
Komitet redakcyjny stanowili: Henryk Gadomski, Mirosław Grzyb, Tadeusz Grec. Konsultacje naukową zapewnił prof. zw. dr hab. Jerzy Rubach. Korektę zapisu w dialekcie kurpiowskim przeprowadziły: Irena Bachmura, Danuta Staszewska, a konsultacje polonistyczną i korektę zapisu w języku polskim przeprowadziła Iwona Choroszewska-Zyśk. Ilustracje wykonała Teresa Piórkowska-Ciepierska.
Słownik składa się z dwóch części: kurpiowsko-polskiej, która zawiera 3171 haseł, i polsko-kurpiowskiej zawierającej 3650 haseł.
Pisownia użyta do zapisu dialektu kurpiowskiego jest zgodna z „Zasadami pisowni kurpiowskiego dialektu literackiego” autorstwa Jerzego Rubacha, która została wydana w 2009 roku w Ostrołęce na zlecenie Muzeum Kultury Kurpiowskiej Związek Kurpiów.
Główną pomysłodawczynią słownika była prof. Barbara Falińska.
Słownik ma 141 stron: 4 wstępu, 5 na temat dialektu kurpiowskiego, pisownia i wymowa, 128 to część kurpiowsko-polska, a 124 to część polsko-kurpiowska.